# Världsmästerskapet i volleyboll för klubblag 2014 (damer)
Världsmästerskapet i volleyboll för klubblag 2014 spelades 7 till 11 maj 2014 i Zürich, Schweiz. Det var den åttonde upplagan av turneringen, som organiseras av FIVB, och sex lag deltog. ZHVK Dinamo Kazan vann turneringen för första gången genom att besegra Osasco Voleibol Clube i finalen. Ekaterina Gamova utsågs till mest värdefulla spelare.

## Deltagande lag
| Lag                   | Turnering                            | Deltog senast                                     |
| --------------------- | ------------------------------------ | ------------------------------------------------- |
| GS Petroliers         | Wild Card                            | Debut                                             |
| Osasco Voleibol Clube | Wild Card                            | Världsmästerskapet i volleyboll för klubblag 2012 |
| SESI-SP               | 1:a sydamerikanska mästerskapet 2014 | Debut                                             |
| Hisamitsu Springs     | 1:a asiatiska mästerskapet 2013      | Debut                                             |
| ZHVK Dinamo Kazan     | 1:a CEV Champions League 2013-14     | Debut                                             |
| Voléro Zürich         | Värdlag                              | Världsmästerskapet i volleyboll för klubblag 2013 |

## Turneringen

### Gruppspelsfasen
| Grupp A       | Grupp B               |
| ------------- | --------------------- |
| GS Petroliers | ZHVK Dinamo Kazan     |
| SESI-SP       | Hisamitsu Springs     |
| Voléro Zürich | Osasco Voleibol Clube |

#### Grupp A

##### Resultat
| 7 maj 2014 Saalsporthalle, Zürich Speltid: 2:02 - Åskådare: 1 120 | Voléro Zürich | 3 - 2 | SESI-SP       | 25-12, 25-18, 16-25, 15-25, 15-10 |
| 8 maj 2014 Saalsporthalle, Zürich Speltid: 1:13 - Åskådare: 1 370 | Voléro Zürich | 3 - 0 | GS Petroliers | 25-15, 26-24, 25-13               |
| 9 maj 2014 Saalsporthalle, Zürich Speltid: 1:09 - Åskådare: 820   | SESI-SP       | 3 - 0 | GS Petroliers | 25-18, 25-12, 25-16               |

##### Sluttabell
| Pos. | Lag           | Pt | M | V | F | SV | SF | Kvot  | PV  | PF  | Kvot  |
| ---- | ------------- | -- | - | - | - | -- | -- | ----- | --- | --- | ----- |
| 1    | Voléro Zürich | 5  | 2 | 2 | 0 | 6  | 2  | 3.000 | 172 | 142 | 1.211 |
| 2    | SESI-SP       | 4  | 2 | 1 | 1 | 5  | 3  | 1.667 | 165 | 142 | 1.162 |
| 3    | GS Petroliers | 0  | 2 | 0 | 2 | 0  | 6  | 0.000 | 98  | 151 | 0.649 |

#### Grupp B

##### Resultat
| 7 maj 2014 Saalsporthalle, Zürich Speltid: 1:48 - Åskådare: 952   | Osasco Voleibol Clube | 3 - 1 | Hisamitsu Springs | 25-12, 20-25, 25-18, 25-22        |
| 8 maj 2014 Saalsporthalle, Zürich Speltid: 1:58 - Åskådare: 950   | ZHVK Dinamo Kazan     | 3 - 1 | Hisamitsu Springs | 22-25, 25-22, 25-22, 25-18        |
| 9 maj 2014 Saalsporthalle, Zürich Speltid: 2:09 - Åskådare: 1 220 | Osasco Voleibol Clube | 2 - 3 | ZHVK Dinamo Kazan | 11-25, 19-25, 25-20, 25-23, 14-16 |

##### Sluttabell
| Pos. | Lag                   | Pt | M | V | F | SV | SF | Kvot  | PV  | PF  | Kvot  |
| ---- | --------------------- | -- | - | - | - | -- | -- | ----- | --- | --- | ----- |
| 1    | ZHVK Dinamo Kazan     | 5  | 2 | 2 | 0 | 6  | 3  | 2.000 | 206 | 181 | 1.138 |
| 2    | Osasco Voleibol Clube | 4  | 2 | 1 | 1 | 5  | 4  | 1.250 | 189 | 186 | 1.016 |
| 3    | Hisamitsu Springs     | 0  | 2 | 0 | 2 | 2  | 6  | 0.333 | 164 | 192 | 0.854 |

### Slutspelsfasen
|  | Semifinaler           | Semifinaler |                   |                       | Final               | Final               |  |
|  |                       |             |                   |                       |                     |                     |  |
|  | Voléro Zürich         | 1           |                   |                       |                     |                     |  |
|  | Voléro Zürich         | 1           |                   |                       |                     |                     |  |
|  | Osasco Voleibol Clube | 3           |                   |                       |                     |                     |  |
|  | Osasco Voleibol Clube | 3           |                   | Osasco Voleibol Clube | 0                   |                     |  |
|  |                       |             |                   | Osasco Voleibol Clube | 0                   |                     |  |
|  |                       |             | ZHVK Dinamo Kazan | 3                     |                     |                     |  |
|  | ZHVK Dinamo Kazan     | 3           | ZHVK Dinamo Kazan | 3                     |                     |                     |  |
|  | ZHVK Dinamo Kazan     | 3           |                   |                       |                     |                     |  |
|  | SESI-SP               | 1           |                   |                       | Match om tredjepris | Match om tredjepris |  |
|  | SESI-SP               | 1           |                   |                       |                     |                     |  |
|  |                       |             |                   |                       |                     |                     |  |
|  |                       |             |                   |                       | Voléro Zürich       | 2                   |  |
|  |                       |             |                   |                       | Voléro Zürich       | 2                   |  |
|  |                       |             |                   |                       | SESI-SP             | 3                   |  |

#### Semifinaler
| 10 maj 2014 Saalsporthalle, Zürich Speltid: 1:53 - Åskådare: 920 | Voléro Zürich     | 1 - 3 | Osasco Voleibol Clube | 21-25, 25-18, 16-25, 20-25 |
| 10 maj 2014 Saalsporthalle, Zürich Speltid: 1:57 - Åskådare: 920 | ZHVK Dinamo Kazan | 3 - 1 | SESI-SP               | 25-23, 27-29, 25-21, 25-14 |

#### Match om tredjepris
| 11 maj 2014 Saalsporthalle, Zürich Speltid: 2:16 - Åskådare: 1 360 | Voléro Zürich | 2 - 3 | SESI-SP | 18-25, 25-20, 21-25, 25-23, 13-15 |

#### Final
| 11 maj 2014 Saalsporthalle, Zürich Speltid: 1:22 - Åskådare: 1 600 | Osasco Voleibol Clube | 0 - 3 | ZHVK Dinamo Kazan | 11-25, 16-25, 25-27 |

## Slutplaceringar
| Pos | Lag                   |
| --- | --------------------- |
|     | ZHVK Dinamo Kazan     |
|     | Osasco Voleibol Clube |
|     | SESI-SP               |
| 4   | Voléro Zürich         |
| 5   | Hisamitsu Springs     |
| 5   | GS Petroliers         |

## Individuella utmärkelser
| Utmärkelse              | Spelare            | Lag                   |
| ----------------------- | ------------------ | --------------------- |
| Mest värdefulla spelare | Ekaterina Gamova   | ZHVK Dinamo Kazan     |
| Bästa passare           | Josefa de Souza    | Osasco Voleibol Clube |
| Bästa högerspiker       | Ekaterina Gamova   | ZHVK Dinamo Kazan     |
| Bästa vänsterspiker     | Kenia Carcaces     | Voléro Zürich         |
| Bästa vänsterspiker     | Suelle Oliveira    | SESI-SP               |
| Bästa center            | Thaísa de Menezes  | Osasco Voleibol Clube |
| Bästa center            | Regina Moroz       | ZHVK Dinamo Kazan     |
| Bästa libero            | Ekaterina Kabešova | ZHVK Dinamo Kazan     |